# Teodulo Mabellini

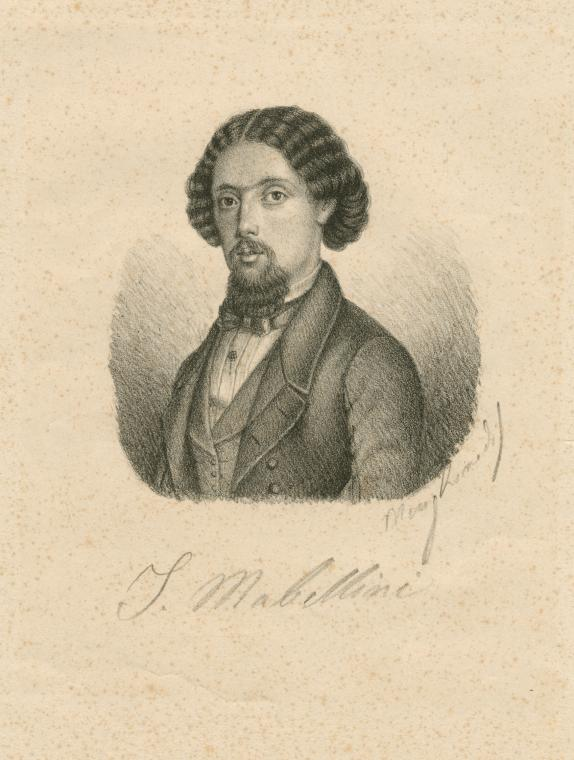
Teodulo Mabellini

Teodulo Mabellini (geboren am 2. April 1817 in Pistoia; gestorben am 10. März 1897 in Florenz) war ein italienischer Komponist.

## Leben
Mabellini, Hofdirigent und ab 1867 Professor für Komposition in Florenz, wurde als Opernkomponist bekannt. Über seinen Vater einem Blechblasinstrumentenbauer,  der selber Horn und Trompete spielte, kam er zur Musik. Bereits mit neun Jahren war er in der Lage Stücke auf Flöte und Klavier vorzutragen. Zudem war er Knabensänger im Domchor seiner Heimatstadt Pistoia.
Als Komponist tauchte er erstmals 1832 auf, als in Grosseto und Pistoia zwei Konzerte ausschließlich mit von ihm komponierten Werken gegeben wurden. Zu seinen Werken gehören Rolla (1840), Il venturiero (1851) und Fiametta (1857) sowie Oratorien, Kantaten und Kirchenlieder.
Mabellini war einer der Komponisten, die Beiträge zum Requiem für Rossini (Messa per Rossini) beigesteuert haben.